# Кейн Веласкес
Кейн Рамирес Веласкес (на испански език - Caín Ramirez Velasquez) е американски MMA боец от мексикански произход, бивш Световен шампион от шампионата по Смесени бойни изкуства UFC. Запомнящи са някои от неговите двубои в тежка категория, като този срещу друга легенда Брок Леснар, която печели с нокаут в първи рунд, на 23 октомври 2010 година, част от Гала вечер UFC 121, срещу Антонио „Биг Фут“ Силва и др.
Веласкес започва своята кариера по смесени бойни изкуства веднага след колежа, присъединява се към американската кикбокс академия. Има кафяв колан по джиу-джицу Guerrilla и NCAA Дивизия I кечист.

### Титли в колежа
- National Collegiate Athletic Association
  - NCAA Division I All-American (2005, 2006)
  - Pac-10 Conference Championship (2005, 2006)
  - Pac-10 Conference Wrestler Of The Year (2005)
  - NCAA Division I 285 1b – 5th Place Out Of Arizona State University (2005)
  - NCAA Division I 285 1b – 4th Place Out Of Arizona State University (2006)

- National Junior College Athletic Association
  - NJCAA Junior Collegiate Championship (2002)
  - NJCAA All-American (2002)

- USA Wrestling
  - FILA Junior Freestyle World Team Trials Winner (2002)
  - ASICS Tiger High School All-American (2001)
  - Western Junior Freestyle Regional Championship (2001)
  - Western Junior Greco-Roman Regional Championship (2001)

- Arizona Interscholastic Association
  - AIA Division I High School State Championship (2000, 2001)
  - AIA 5A Conference Championship (1998, 1999, 2000, 2001)

### Титли в MMA
- Sherdog
  - 2010 Fighter Of The Year
  - 2010 All-Violence 1st Team
  - 2012 All-Violence 1st Team

- MMAFighting.Com
  - 2010 Fighter Of The Year

- MMAjunkie.Com
  - 2010 Fighter Of The Year

- Inside MMA
  - 2010 Fighter Of The Year Bazzie Award

- MMA Live
  - 2010 Fighter Of The Year

- Ultimate Fighting Championship
  - UFC Heavyweight Championship (2 пъти, настоящ)
  - Knockout Of The Night (3 пъти)